# قد خشن
إسقلبين خشن (الاسم العلمي: Cottus asperrimus) (بالإنجليزية: rough sculpin)‏ هو نوع من الأسماك يتبع جنس القد من الفصيلة القديات.